# Francesca Aliern Pons
Francesca Aliern Pons (Xerta, Baix Ebre, 22 de febrer de 1943), és una escriptora de les Terres de l'Ebre. És considerada una exponent destacada de la novel·la social.
El que va viure a les dècades del 1940 i 1950 han marcat la seva obra, que ha situat la independència de la dona com una de les temàtiques transversals. Va començar a escriure amb el suport del seu pare, que li va facilitar una botiga perquè es guanyés la vida i una màquina d'escriure perquè pogués escriure.
L'any 2016, l'Ajuntament de Xerta la va declarar Filla Predilecta de la vila. Al 2022 se li dedica un llibre d'homenatge, editat a cura d'Emigdi Subirats en l'any dels seu vuitantè aniversari. El 2023 va rebre el premi Lo Grifonet "per la seua destacada aportació a les lletres ebrenques en el marc de la literatura catalana", concedit per Òmnium Cultural.

## Obra
- Xerta, 1976
- Xerta. Recull popular, 1995
- Records i memòries al voltant d'uns murs, 1995-1996
- Un otoño, toda una vida, 1997-1998
- No llores, Laura, 1999
- El batec de l'aigua, 2000
- La canela, 2001
- Misererenobis, 2002
- La menestrala, 2003
- La historia innecesaria, 2004
- El pont de la solitud, 2005
- Sabó moll, 2006[1][7]
- Camins, 2007
- Cor de llop, 2008
- Aigües fondes, 2009
- Mans de fang, 2010[1]
- L'espiera, 2011[1][7]
- La senyora Avinyó, 2012
- La segona innocència, 2013
- Les passions de la menestrala, 2014[1][7]
- Cullerades de vida, 2015[1]
- Cafè de París, 2016[1][7]
- Negre estalzí, 2017[8]
- Darrere els seus talons, 2018
- La jove Laura, 2019[1][7]
- Paper mullat, 2020
- Espills badats, 2022
- Aigua molla, 2023[9]